# Halfweg
Halfweg (pronunție în neerlandeză [ˈɦɑlfʋɛx]) este un sat în provincia olandeză Olanda de Nord. El face parte din comuna Haarlemmerliede en Spaarnwoude și se află la aproximativ 8 km est de Haarlem. Numele său, care se traduce ca „jumătate”, provine de la localizarea sa la aproximativ jumătatea distanței între Haarlem și Amsterdam.
Aria statistică „Halfweg”, care include, de asemenea, zona rurală înconjurătoare, are o populație de aproximativ 2.330 de locuitori.

## Istoric
În 1632, Haarlemmertrekvaart, un canal de la Amsterdam spre Haarlem, a fost deschis pentru traficul de pasageri cu trekschuit (barje remorcate). La jumătatea distanței pasagerii trebuiau să debarce și să schimbe ambarcațiunea.
De-a lungul canalului a fost amenajat un drum pentru tractarea ambarcațiunilor de pe mal, iar acest drum a devenit Haarlemmerweg (A200). Din 1904 până în 1957 Halfweg a fost o oprire pe linia de tramvai electric Amsterdam-Haarlem-Zandvoort.
O fabrică de zahăr a fost construită în secolul al XIX-lea și a fost administrată începând din 1919 de compania CSM Suiker fabriek. Ea s-a închis în 1990, dar silozurile sale de zahăr continuă să domine orizontul localității și sunt numite astăzi ”Orașul Zahărului”.
Până în 1876, Halfweg se afla chiar pe malul sudic al Golfului IJ. Odată cu construcția Canalului către Marea Nordului, a fost săpat un canal prin IJ și mărginit cu diguri, după care porțiunile rămase din Golful IJ au fost recuperate și transformate în poldere. Ca urmare, satul Ruigoord, anterior o insulă cu același nume, mărginește Halfweg în partea de nord, la fel ca orașul Zwanenburg în partea de sud.

## Galerie

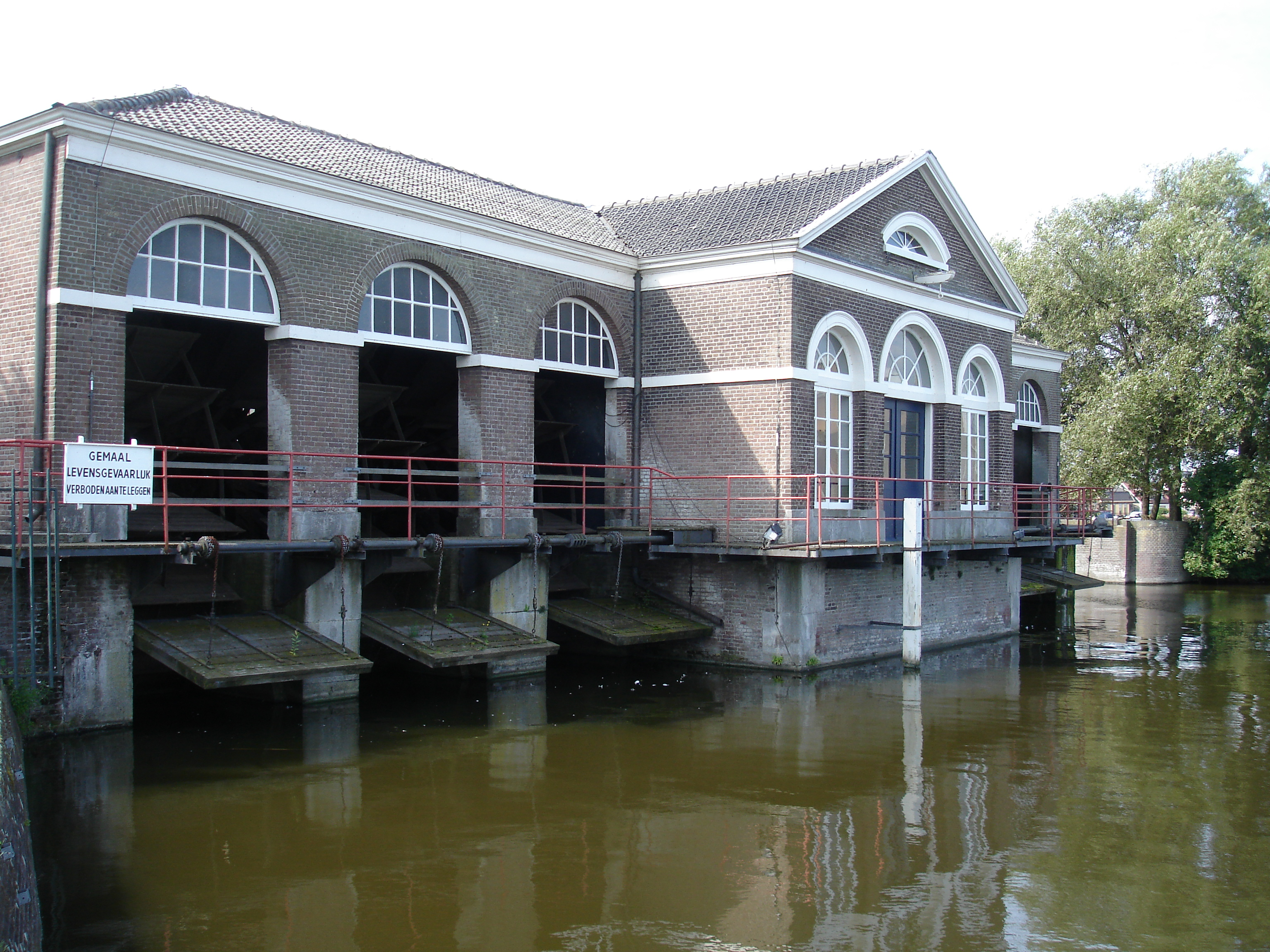
Moară cu aburi pe locul vechii ecluze. Astăzi Muzeul Stoomgemaal Halfweg.
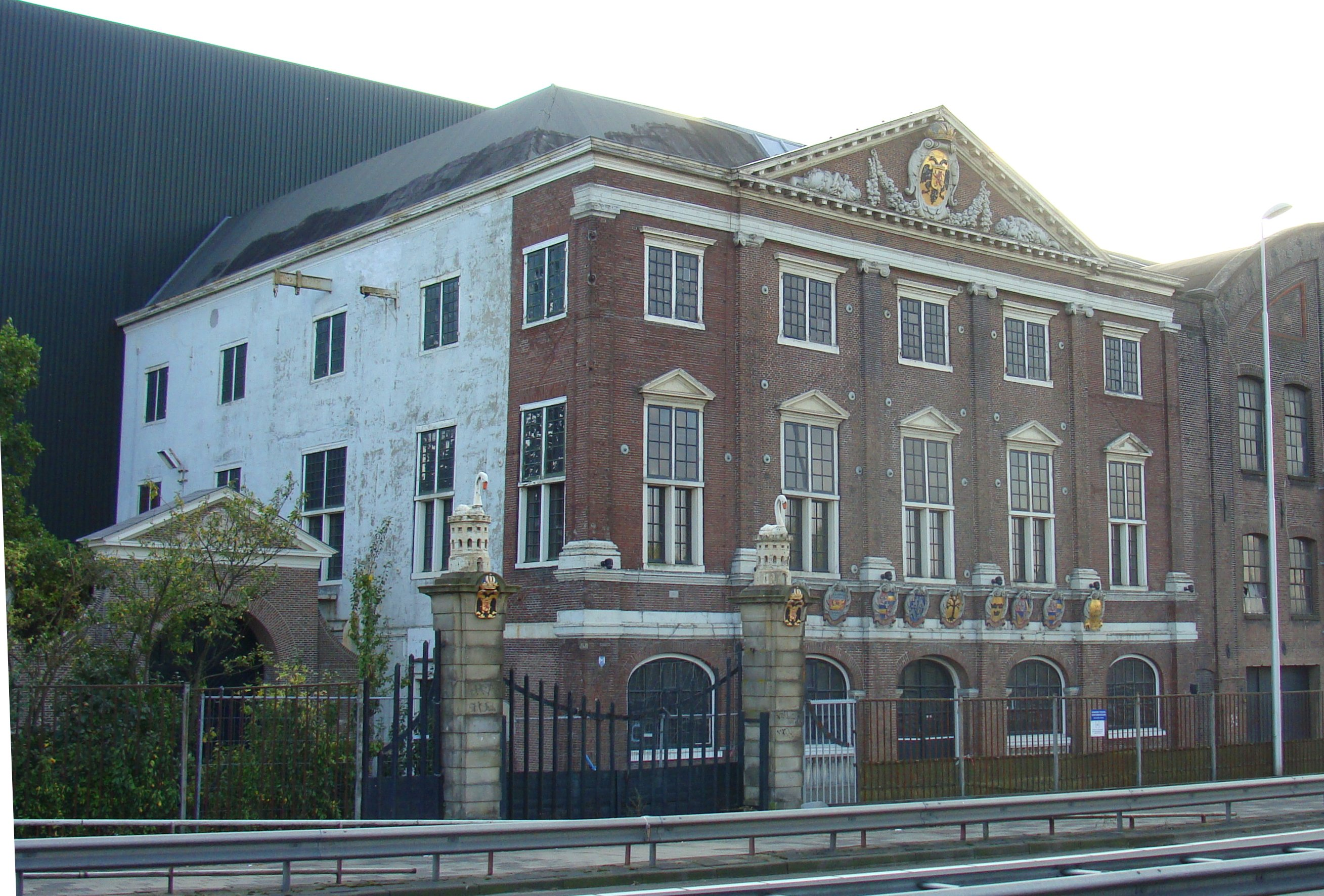
Gemeenlandshuis Zwanenburg, fostul sediu al agenției de administrare acvatică Hoogheemraadschap van Rijnland, acum parte a Sugar City, Halfweg
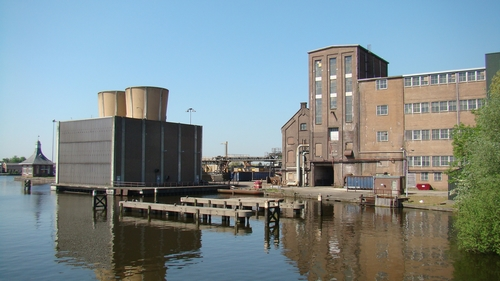
Vechea fabrică de zahăr (silozurile au fost transformate în blocuri de apartamente numite Sugar City)